# Arvidsjaurs kyrka
Arvidsjaurs kyrka ligger i norra änden av huvudgatan genom Arvidsjaur. Den är församlingskyrka i Arvidsjaurs församling i Luleå stift. 

## Tidigare kyrkor
Alla tidigare kyrkobyggnader i Arvidsjaur har varit av trä. Den första uppfördes omkring 1580 och var ett kapell med okänd placering. Den andra uppfördes 1607 på initiativ av kung Karl IX. Den tredje färdigställdes 1704 och till det bygget anslog kung Karl XI 300 daler kopparmynt. De båda senare låg två kilometer väster om nuvarande kyrkan, vid den gamla kyrkplatsen som numera är ett hembygdsområde. Problemet med denna kyrkplats var att man inte kunde odla där eftersom marken var stenig och det runt omkring bara fanns myrar. Där bodde ingen annan än prästen vid kyrkan. Den fjärde kyrkan uppfördes 1821-1826 mer centralt vid nuvarande kyrkplats. Den var rödfärgad med vita pilastrar och revs 1902 när nuvarande kyrka stod färdig.

## Kyrkobyggnaden
Nuvarande träkyrka i nygotisk stil uppfördes 1900-1902 av byggmästare Felix Holmström, Örnsköldsvik. Behovet av en större kyrka berodde på att folkmängden femdubblats på hundra år från 810 till 4030 personer. Församlingen hade önskemål om en byggnad lik Jokkmokks nya kyrka, som nyligen hade uppfört efter ritningar av Ernst Jacobsson. Denne var emellertid förhindrad, så uppdraget att rita kyrkan gick till den nytillträdde arkitekten på överintendentsämbetet Gustaf Hermansson. Kyrkan invigdes på trettondedagen 1903.
Kyrkan liknar Jokkmokks, utan att för den skull vara en kopia. Långhuset har en nästan kvadratisk form, med ett brett mittskepp och två smalare sidoskepp. Koret ligger i nordost, det sidoställda tornet i sydväst och sakristian vid det nordvästra hörnet. Kyrkorummet har öppen bänkinredning och rymmer omkring 750 personer med läktare på tre sidor. Exteriören är målad i ljust gulbrunt med vita lister och detaljer.   
Åren 1949-1950 ägde en genomgripande restaurering rum, då man satte igen det höga spetsbågiga korfönstret, som ersattes av en altarmålning, täckande hela korväggen och utförd av Ivar Hjertkvist.

## Inventarier
- Korväggens altarmålning av Ivar Hjertkvist citerar följande bibelord: "Kom till mig, alla ni som är tyngda av bördor." (Matteus 11:28)[5].
- Altaret pryds av ett kors med svepeduk och törnekrona från 1830-talet och 1850-talet. Dessa fanns i den gamla kyrkan.
- Predikstolen är samtida med kyrkan.
- Orgeln, tillverkad 1954 av Grönlunds Orgelbyggeri, har 19 stämmor fördelade på 2 manualer och pedal. Den ersatte en äldre orgel byggd 1888.[6]

| Man I. Huvudverk | Man II. Svällverk | Pedal         | Koppel |
| ---------------- | ----------------- | ------------- | ------ |
| Principal 8'     | Rörflöjt 8'       | Subbas 16'    | II/I   |
| Gedackt 8'       | Principal 4'      | Rörgedackt 8' | II/P   |
| Oktava 4'        | Gedackt 4'        | Koralbas 4'   | I/P    |
| Oktava 2'        | Blockflöjt 2'     | Fagott 16'    |        |
| Kvinta 1 1/3'    | Sifflöjt 1'       | Skalmeja 4'   |        |
| Mixtur 4 chor    | Scharf 3 chor     |               |        |
| Trumpet 8'       | Krumhorn 8'       |               |        |
|                  | Tremulant         |               |        |

## Bilder

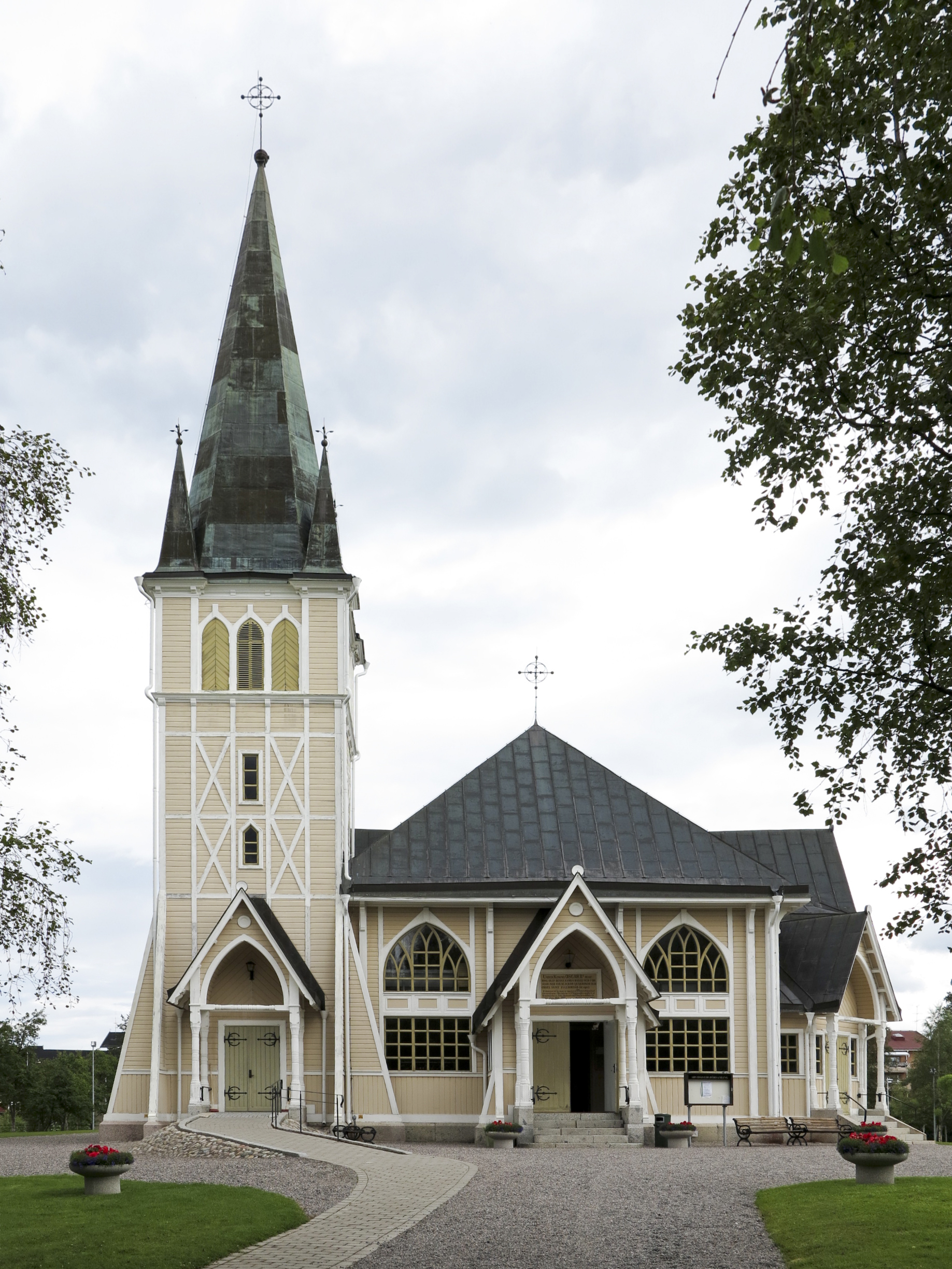
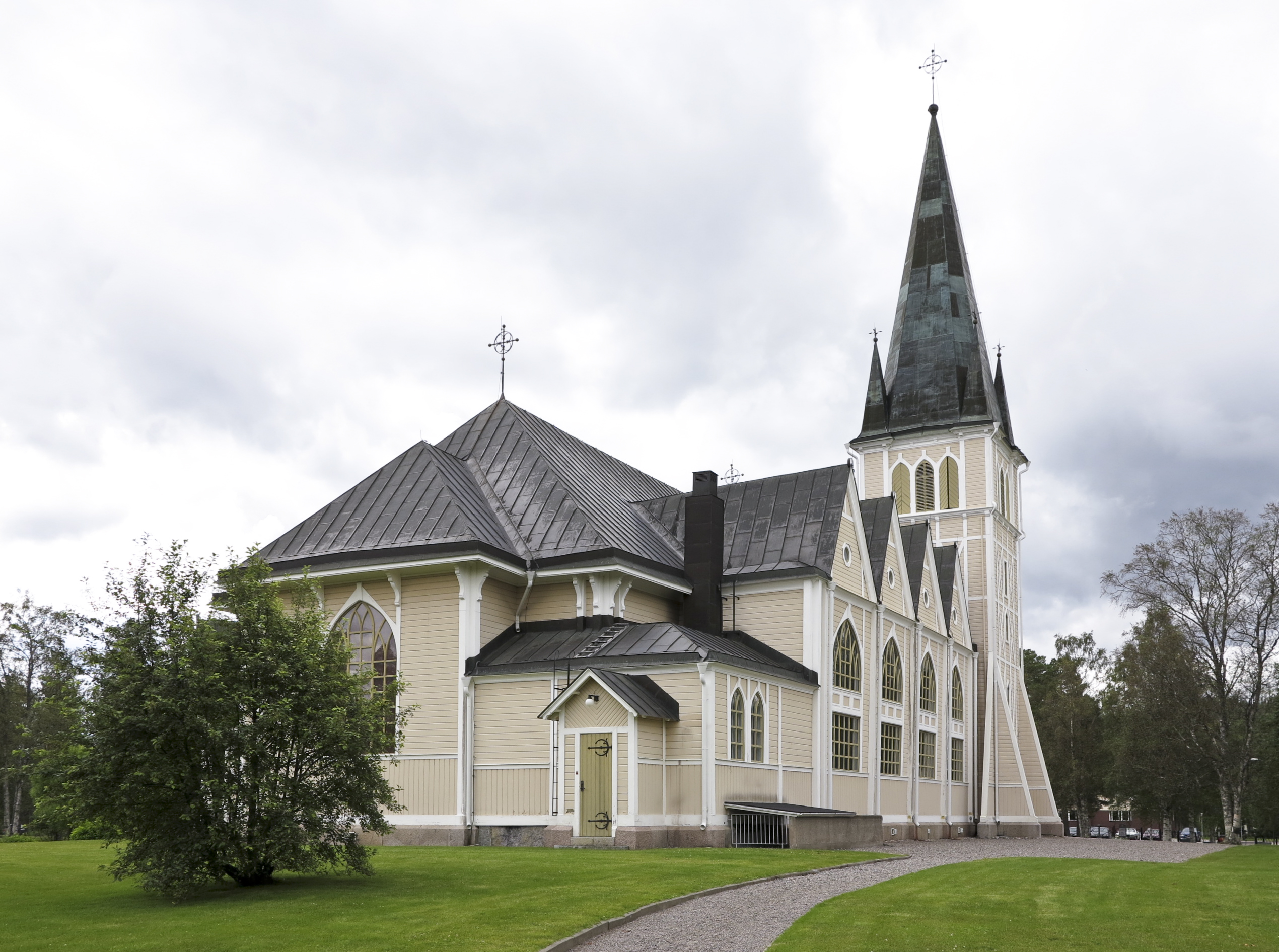
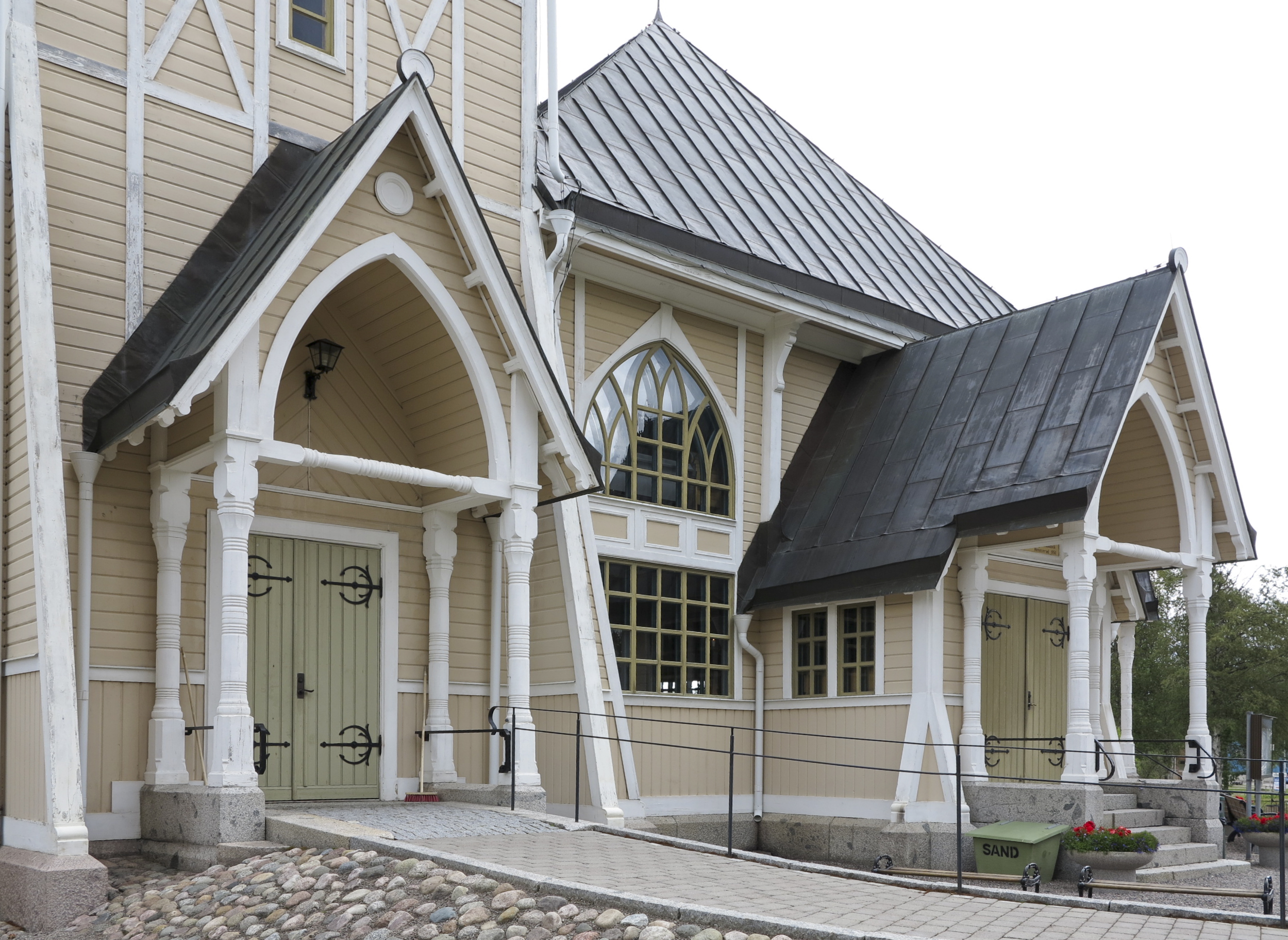
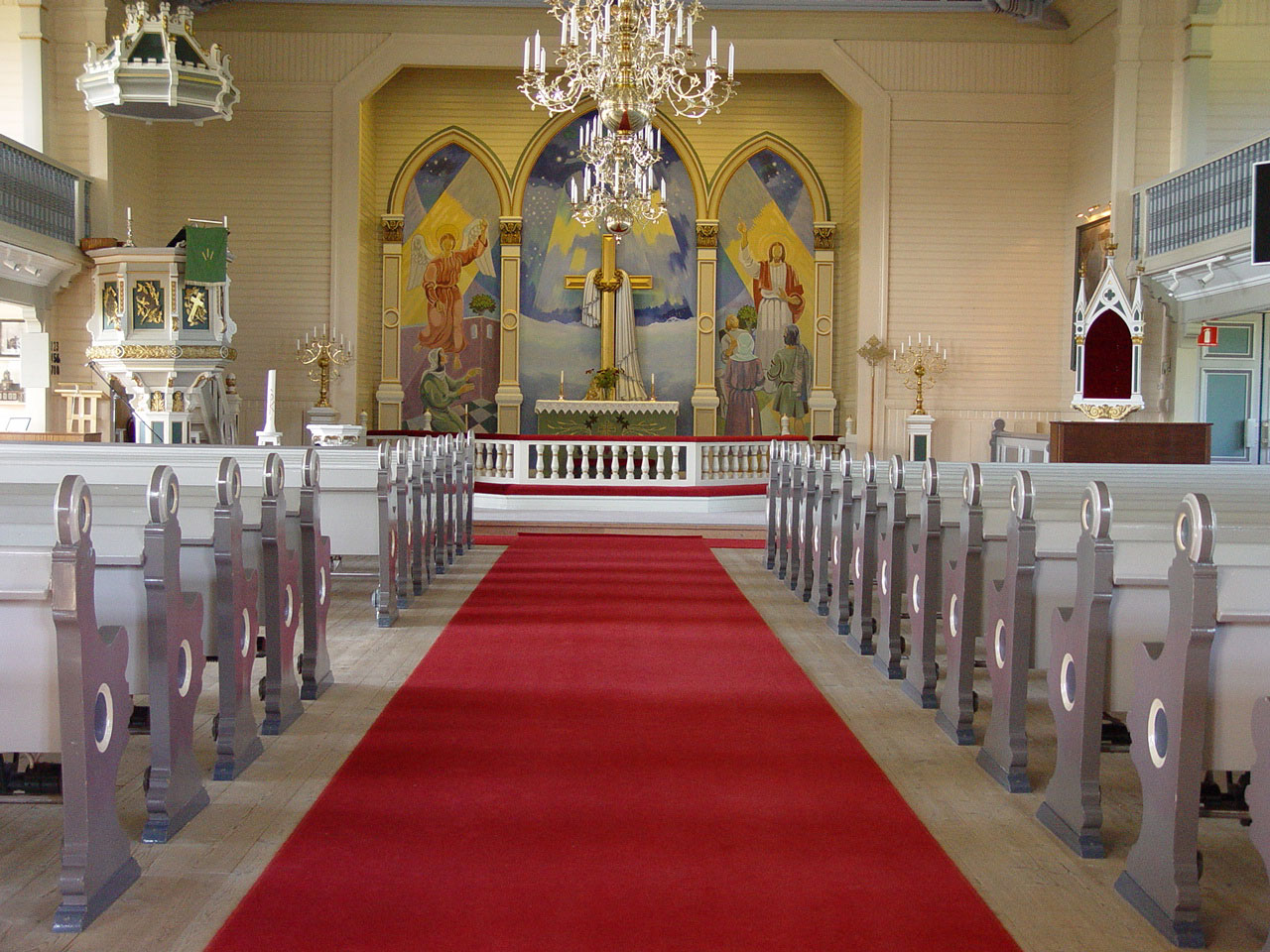
Interiör mot koret.
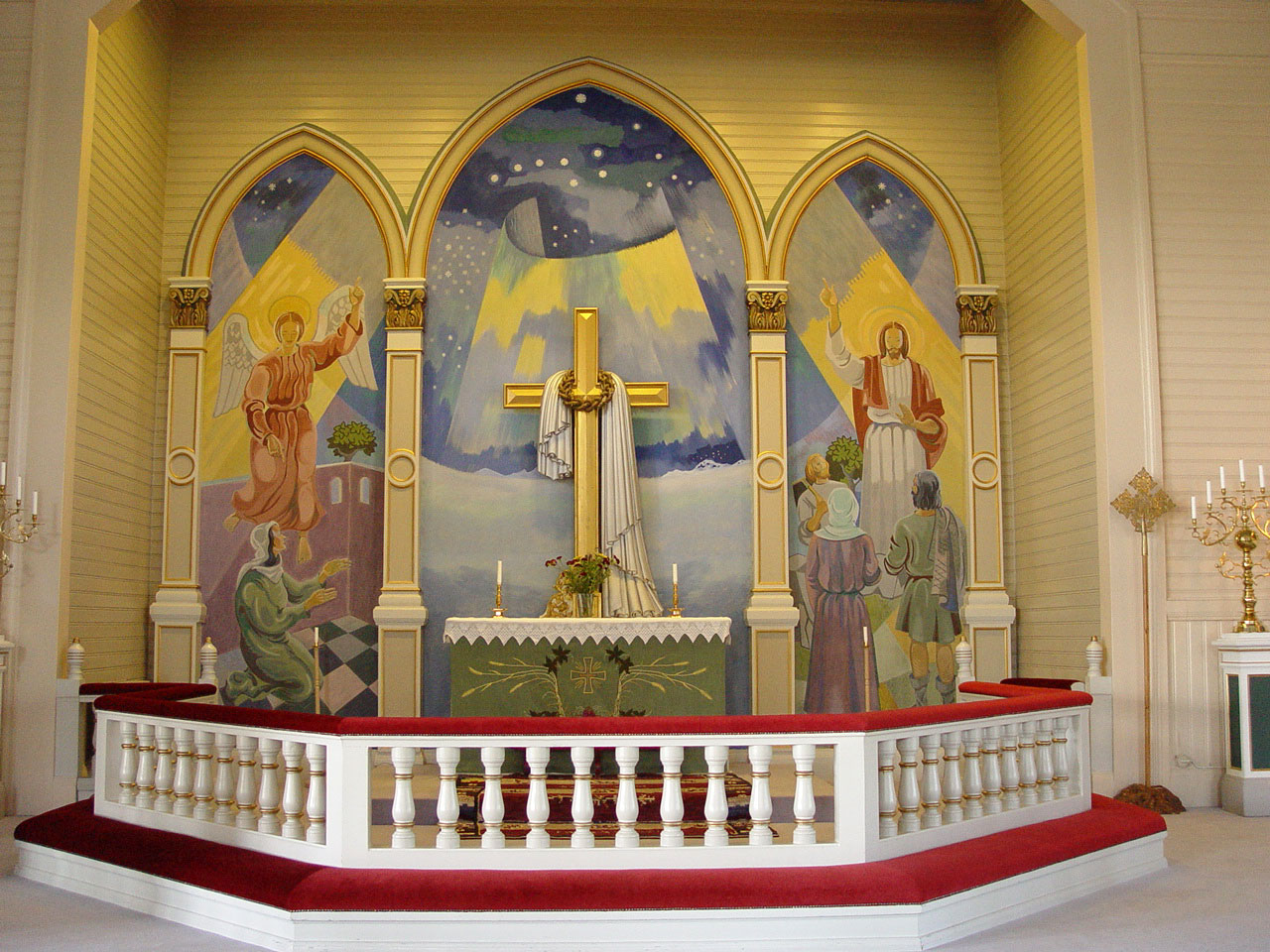
Altartavlan utförd av Ivar Hjertkvist.